# Amedeo Maiuri
Amedeo Maiuri (Veroli, 7 gennaio 1886 – Napoli, 7 aprile 1963) è stato un archeologo italiano.

## Gli studi e la carriera
Amedeo Maiuri nacque a Veroli (all'epoca Provincia di Roma, oggi Provincia di Frosinone) da Giuseppe, che in quella città era procuratore, ed Elena Parsi; frequentò il ginnasio presso il collegio scolopio Conti-Gentili di Alatri, poi per un breve periodo studiò da autodidatta nella città paterna di Ceprano, quindi a seguito di esame fu ammesso nel liceo Visconti di Roma.
Iscrittosi alla facoltà di Lettere alla Sapienza, fu allievo di Nicola Porta, con il quale discusse una tesi in letteratura bizantina sul poeta Teodoro Prodromo, e di Federico Halbherr, che gli consigliò di partecipare ad un concorso per un posto nella scuola archeologica di Roma e d'Atene. Divenuto ispettore al Museo nazionale di Napoli, si trasferì nella città partenopea. Nel periodo tra il 1913 e il 1924 fu incaricato di dirigere la Missione archeologica italiana di Rodi, nell'Egeo, assumendo la carica di direttore del museo archeologico di Rodi e sovraintendente agli scavi nel Dodecanneso. Scavò in quegli anni, in particolare, a Kalymnos, Ialiso e anche lungo la vicina costa turca, come ad Alicarnasso.
Dopo il fruttuoso lavoro svolto come direttore del museo e degli scavi rientrò in Italia, nominato, nel 1924, sovrintendente alle Antichità della Campania e del Molise, e anche direttore del museo archeologico di Napoli.
In Campania scavò e restaurò i siti di Cuma, Pozzuoli, Baia, Paestum, Liternum, riprendendo il disseppellimento di Ercolano, dal 1927, e della Regio I di Pompei.
Durante la Seconda guerra mondiale si prodigò per mettere in salvo le collezioni dai bombardamenti alleati, e cercò di salvaguardare gli scavi di Pompei da attività militari, ma senza riuscire ad evitare che i bombardamenti alleati su Napoli provocassero gravi danni. Pur essendo stato coinvolto nel regime fascista in quanto alto funzionario pubblico, membro della Regia Accademia d'Italia, collaboratore per l'organizzazione della Mostra Augustea della Romanità del 1937, Maiuri attraversò indenne le epurazioni postbelliche, e fu anzi nominato, dal Governo Badoglio, reggente della Direzione generale Antichità e Belle arti, ma solo per pochi mesi, fino alla presa di Roma da parte degli alleati.
Dal 1936 tenne la cattedra di Antichità Pompeiane ed Ercolanesi all'Università degli Studi di Napoli Federico II, e dal 1951 al 1956 quella di Storia Romana all'Istituto Suor Orsola Benincasa. Fu corrispondente dell'Accademia dei Lincei dal 1928, socio nazionale dal 1936 (riammesso già nel 1946).

## Gli scavi
Dopo il decennio greco, i principali centri d'indagine dell'attività di Maiuri furono i Campi Flegrei, Pompei ed Ercolano, e Capri.
Per quanto riguarda i Campi Flegrei si ricordano gli scavi di Maiuri a Cuma, dove sotto l'Acropoli si credette di identificare l'antro della Sibilla cumana (1932), l'inizio dello scavo sistematico del vasto comprensorio che è oggi il Parco Archeologico di Baia e sempre a Baia, nel 1959, l'avvio delle esplorazioni subacquee delle costruzioni sommerse dal bradisismo già in epoca antica, gli scavi a Liternum per tentare di trovare la villa e la tomba di Scipione l'Africano.
Ad Ercolano Maiuri fece scavare dal 1927, abbandonando, come a Pompei, il metodo settecentesco dei cunicoli: dalle ricerche riemerse l'intera città (per quanto non occupato da costruzioni), e i risultati furono pubblicati nel 1958.
A lui fu intitolato l'omonimo "Centro Archeologico Internazionale" di Ercolano, attivo sino al 1980 e ospitato all'interno della storica Villa Ravone, oggi nota come Villa Maiuri.
A Pompei fu poi dedicata, negli anni, una fittissima e costante attività, volta ad esplorarne i confini, a connettere gli scavi già effettuati, a sgomberare la terra di riporto che era stata accumulata ai margini ed ostruiva la visione del sito, a restaurare strutture, a creare attrezzature per la fruibilità come l'Antiquarium, le biglietterie, i giardini ripiantumati, l'illuminazione. Alla fine del suo lavoro, solo un terzo della città rimaneva non scavato.
Ulteriori esplorazioni Maiuri le condusse a Capri, luogo al quale era personalmente molto legato, in particolare sulla Villa Jovis e sul Palazzo a Mare, ed a Sessa Aurunca, dove guidò gli scavi del teatro romano.
Redasse egli stesso, nel 1956, la propria bibliografia.

## Alcune pubblicazioni
- Amedeo Maiuri, Pompei, i nuovi scavi e la villa dei misteri, Roma 1931.
- Amedeo Maiuri, Bibliografia di Amedeo Maiuri (1908-1955), Napoli 1956.
- Amedeo Maiuri, Taccuino napoletano (giugno 1940-luglio 1944), ed. Vajro, Napoli, 1956.
- Amedeo Maiuri, Passeggiate Campane, Sansoni 1957.
- Amedeo Maiuri, I Campi Flegrei, Roma 1958.
- Amedeo Maiuri, I nuovi scavi di Ercolano, I-II, Roma 1958.
- Mestiere d'archeologo - Antologia di scritti di Amedeo Maiuri (a cura di Carlo Belli), Ed. Garzanti/Scheiwiller, 1978.
- Amedeo Maiuri, Pompei ed Ercolano, Roma, 1958, ed. Aldo Martello.
- Amedeo Maiuri, Ercolano, in Enciclopedia Italiana, II appendice, Roma, Istituto dell'Enciclopedia Italiana, 1948.
- Amedeo Maiuri, Pompei, in Enciclopedia Italiana, II appendice, Roma, Istituto dell'Enciclopedia Italiana, 1949.